# Stenolis theobromae
Stenolis theobromae är en skalbaggsart som först beskrevs av Francisco Lara och Roy D. Shenefelt 1964.  Stenolis theobromae ingår i släktet Stenolis och familjen långhorningar.
Artens utbredningsområde är Costa Rica. Inga underarter finns listade i Catalogue of Life.